# Kamp ASIN
| Kamp ASIN        |                                |
|                  |                                |
| Osnivač:         | porodica Vasić                 |
| Osnovan:         | 2020.                          |
| Sedište:         | Čezava, Dobra · Golubac Србија |
| Veb prezentacija | https://camping-asin.com/      |

Kamp ASIN se nalazi u zoni Nacionalnog parka Đerdap, pored magistralnog puta Beograd—Kladovo i međunarodne biciklističke rute EUROVELO 6, u Čezavi, poznatom po arheološkom nalazištu rimskog kastruma, kao dela naselja Dobra. Od Beograda je udaljen oko 140 km.
Kamp raspolaže sa 30 kamp parcela, sa priključicima za struju i vodu, hemiskim toaletom, sobama za smeštaj, bungalovom i kamp prikolicom sa ukupno 16 ležaja. Kamperima je na raspolaganju otovrena kuhinja i mesto za pripremu hrane na žaru.
U kampu i okolini se nalaze brojna mesta za odmor i rekreaciju. Iz kampa se mogu posetiti srednjevekovno utvrđenje Golubačka tvrđava (12 km), arheološko nalazište Lepenski Vir (20 km), Rajkova pećina (60 km) i manastir Tuman (25 km). Gostima je moguće organizovati plovidbu Dunavom, kao i pešačenje do brojnih vidikovaca u NP Đerdap, sa kojih se pruža prelep pogled na Dunav i Đerdapsku klisuru, kao i degustaciju lokalne etno hrane i pića.

## Spoljašnje veze
- Zvanična prezentacija(језик: енглески)